# 南斉書

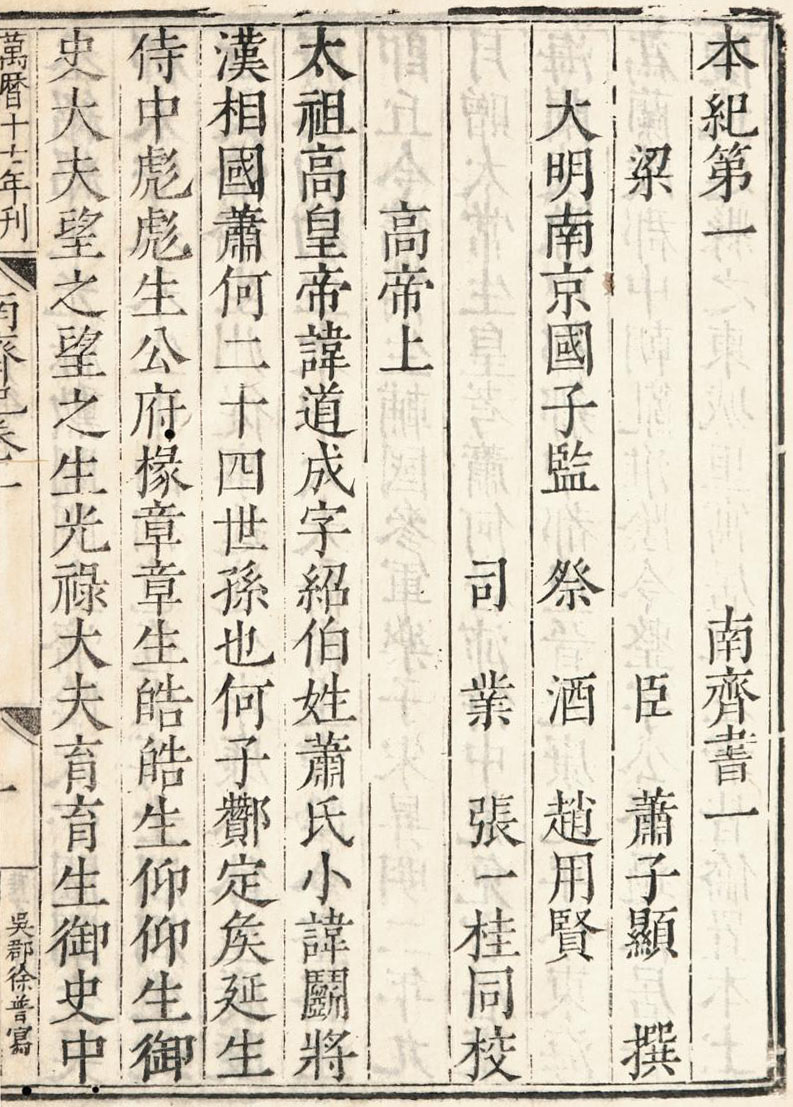
南斉書書影

『南斉書』（南齊書、なんせいしょ）は、中国南朝の斉について書かれた歴史書。南朝梁の蕭子顕が書いた紀伝体の史書。二十四史の内の一つ。原名は『斉書』であったが、李百薬の『北斉書』に鑑みて、宋の時代に手直しされた。
本紀8巻・志11巻・列伝40巻の合計59巻（一説には著者である蕭子顕の自叙1巻があったものの、紛失して59巻になったと言われている）。高帝の建元元年（479年）から和帝の中興2年（502年）までの南朝斉の歴史が記されている。また、北朝に関しては「魏虜伝」に記載されている。
蕭子顕が南朝斉の高帝の孫に当たることから、記事の内容は詳細を究めており、趙翼の『廿二史劄記』は隠諱・直書に優れているとしてその公正さを評価するが、同書の執筆対象である南朝斉の旧皇族が書いた歴史書であることから、公正さは期待できないという厳しい評価を下す歴史学者もいる。趙翼も高帝の子は大勢いるのに、蕭子顕が自分の実父である豫章王蕭嶷のために、列伝一巻の編纂（列伝第三）を行ってその人物を賞賛した事は、親孝行ではあるが歴史家の執筆態度としては相応しくないと批判している。『南史』が編纂された後は読まれる事が少なくなったと言う。

## 内容

### 本紀
1. 本紀第一 - 高帝上
2. 本紀第二 - 高帝下
3. 本紀第三 - 武帝
4. 本紀第四 - 鬱林王
5. 本紀第五 - 海陵王
6. 本紀第六 - 明帝
7. 本紀第七 - 東昏侯
8. 本紀第八 - 和帝

### 志
1. 志第一 - 礼上
2. 志第二 - 礼下
3. 志第三 - 楽
4. 志第四 - 天文上
5. 志第五 - 天文下
6. 志第六 - 州郡上
7. 志第七 - 州郡下
8. 志第八 - 百官
9. 志第九 - 輿服
10. 志第十 - 祥瑞
11. 志第十一 - 五行

### 列伝
1. 列伝第一 皇后 - 宣孝陳皇后・高昭劉皇后・武穆裴皇后・文安王皇后・鬱林王何妃・海陵王王妃・明敬劉皇后・東昏褚皇后・和帝王皇后
2. 列伝第二 - 文恵太子
3. 列伝第三 - 豫章文献王
4. 列伝第四 - 褚淵・褚澄・王倹
5. 列伝第五 - 柳世隆・張瓌
6. 列伝第六 - 垣崇祖・張敬児
7. 列伝第七 - 王敬則・陳顕達
8. 列伝第八 - 劉懐珍・李安民・王玄載・王瞻・王寛・王玄邈
9. 列伝第九 - 崔祖思・劉善明・蘇侃・垣栄祖・全景文
10. 列伝第十 - 呂安国・周山図・周盤龍・周奉叔・王広之
11. 列伝第十一 - 薛淵・戴僧静・桓康・焦度・曹虎
12. 列伝第十二 - 江謐・荀伯玉
13. 列伝第十三 - 王琨・張岱・褚炫・何戢・王延之・阮韜
14. 列伝第十四 - 王僧虔・張緒
15. 列伝第十五 - 虞玩之・孔逷・何憲・劉休・沈沖・庾杲之・王諶
16. 列伝第十六 高祖十二王 - 臨川献王映・長沙威王晃・武陵昭王曄・安成恭王暠・鄱陽王鏘・桂陽王鑠・始興簡王鑑・江夏王鋒・南平王鋭・宜都王鏗・晋熙王銶・河東王鉉
17. 列伝第十七 - 謝超宗・劉祥
18. 列伝第十八 - 到撝・劉悛・虞悰・胡諧之
19. 列伝第十九 - 蕭景先・蕭赤斧・蕭穎冑
20. 列伝第二十 - 劉瓛・劉璡・陸澄
21. 列伝第二十一 武十七王 - 竟陵文宣王子良・廬陵王子卿・魚復侯子響・安陸王子敬・晋安王子懋・隨郡王子隆・建安王子真・西陽王子明・南海王子罕・巴陵王子倫・邵陵王子貞・臨賀王子岳・西陽王子文・衡陽王子峻・南康王子琳・湘東王子建・南郡王子夏
22. 列伝第二十二 - 張融・周顒
23. 列伝第二十三 - 王晏・蕭諶・蕭坦之・江祏
24. 列伝第二十四 - 江斅・何昌㝢・謝瀹・王思遠
25. 列伝第二十五 - 徐孝嗣・沈文季・沈昭略
26. 列伝第二十六 宗室 - 衡陽元王道度・始安貞王道生・安陸昭王緬
27. 列伝第二十七 - 王秀之・王慈・蔡約・陸慧曉・蕭恵基
28. 列伝第二十八 - 王融・謝朓
29. 列伝第二十九 - 袁彖・孔稚珪・劉絵
30. 列伝第三十 - 王奐・殷叡・殷恒・王繢・張沖
31. 列伝第三十一 文二王・明七王- 巴陵王昭秀・桂陽王昭粲・巴陵隠王宝義・江夏王宝玄・廬陵王宝源・鄱陽王宝寅・邵陵王宝攸・晋熙王宝嵩・桂陽王宝貞
32. 列伝第三十二 - 裴叔業・崔慧景・張欣泰
33. 列伝第三十三 文学 - 丘霊鞠・檀超・卞彬・丘巨源・王智深・陸厥・崔慰祖・王逡之・祖沖之・賈淵
34. 列伝第三十四 良政 - 傅琰・虞愿・劉懐慰・裴昭明・沈憲・李珪之・孔琇之
35. 列伝第三十五 高逸 - 褚伯玉・明僧紹・顧歓・臧栄緒・何求・劉虯・庾易・宗測・杜京産・沈驎士・呉苞・徐伯珍
36. 列伝第三十六 孝義 - 崔懐慎・公孫僧遠・呉欣之・韓係伯・孫淡・華宝・韓霊敏・封延伯・呉達之・王文殊・朱謙之・蕭叡明・楽頤・江泌・杜栖・陸絳
37. 列伝第三十七 倖臣 - 紀僧真・劉係宗・茹法亮・呂文顕・呂文度
38. 列伝第三十八 魏虜 - 魏虜
39. 列伝第三十九 蛮・東南夷 - 高麗・加羅・倭国・林邑・扶南・交州
40. 列伝第四十 - 芮芮虜・河南・氐楊氏・宕昌